# Galleria nazionale ungherese
La Galleria nazionale ungherese (in ungherese Magyar Nemzeti Galéria) è un museo ungherese situato a Budapest.

## Il museo
La Galleria Nazionale Ungherese venne fondata nel 1957. La galleria sistemata su quattro piani, occupa i tre settori principali del Palazzo Reale di Buda. È qui dal 1975, da quando venne trasferita dall'ex Palazzo di Giustizia.
La collezione negli edifici B, C e D del Palazzo del Castello di Buda conserva all'incirca centomila oggetti, fra le opere più importanti dell'arte ungherese, dal Medioevo ad oggi.
Al piano terra si trova il "Lapidarium", la collezione di manufatti di pietra (sculture e frammenti architettonici) scoperti durante la ricostruzione del Palazzo Reale. L'opera di maggior valore è una testa scolpita in marmo rosso che raffigura il re Béla III, risalente al XIII secolo. In questa prima sezione vi sono anche due bassorilievi che rappresentano il re Mattia Corvino con la moglie Beatrice d'Aragona, opere di uno sconosciuto maestro lombardo del Rinascimento. Il museo conserva una meravigliosa collezione di pale d'altare tardogotiche. Molte delle opere d'arte barocche del museo appartennero al principe Miklós Esterhazy. Nella Galleria Nazionale si trova anche il ritratto di Francesco II Rákóczi, opera di Ádám Mányoki, una raffigurazione sobria dell'eroe nazionale ungherese che prefigura un vero e proprio stile che si affermerà nell'Ottocento. È assai ricca la collezione degli artisti ottocenteschi. Si segnala la sezione dedicata al più conosciuto pittore ungherese Mihály Munkácsy e al padre dell'impressionismo ungherese Pál Szinyei Merse, di cui è in mostra il famoso Aerostato, del 1878. Nel museo sono esposte anche alcune opere di Tivadar Kosztka Csontváry, che rimase al di fuori di ogni convenzione artistica, del noto ritrattista Miklós Barabás e di Károly Markó il Vecchio, uno dei più grandi paesaggisti ungheresi della prima metà del XIX secolo.

## Esibizioni permanenti
- Glittoteca medievale e rinascimentale
- Sculture gotiche in legno e quadri dipinti sul legno
- Pale d'altare tardogotiche
- Arte rinascimentale e barocca
- Pittura e scultura ungherese dell'Ottocento
- Pittura di Mihály Munkácsy e László Paál
- Pittura e scultura Ungherese del Novecento